# Crazy (Julio Iglesias)
Crazy è un album in studio del cantante spagnolo Julio Iglesias, pubblicato nel 1994. Si tratta di un album di cover.

## Tracce
1. Crazy (feat. Dave Koz) – 3:16 (Willie Nelson)
2. Let It Be Me (feat. Art Garfunkel) – 3:05 (Gilbert Bécaud, Pierre Delanoë, Manny Curtis)
3. Mammy Blue – 4:15 (Hubert Giraud, Phil Trim)
4. Fragile (feat. Sting) – 4:23 (Sting)
5. Guajira / Oye Como Va – 3:54 (José Chepitó Areas, David Brown, Nicolás Reyes, Tito Puente)
6. When You Tell Me That You Love Me (feat. Dolly Parton) – 3:59 (Albert Hammond, John Bettis)
7. I Keep Telling Myself – 4:17 (Albert Hammond, Mark E. Nevin)
8. Pelo Amor de Uma Mulher (Por el Amor de una Mujer) – 3:52 (Danny Daniel, José Martí)
9. Caruso – 5:48 (Lucio Dalla)
10. Song of Joy – 4:38 (Ludwig van Beethoven)